# Amazilia tzacatl
Amazilia tzacatl là một loài chim trong họ Trochilidae.

## Hình ảnh

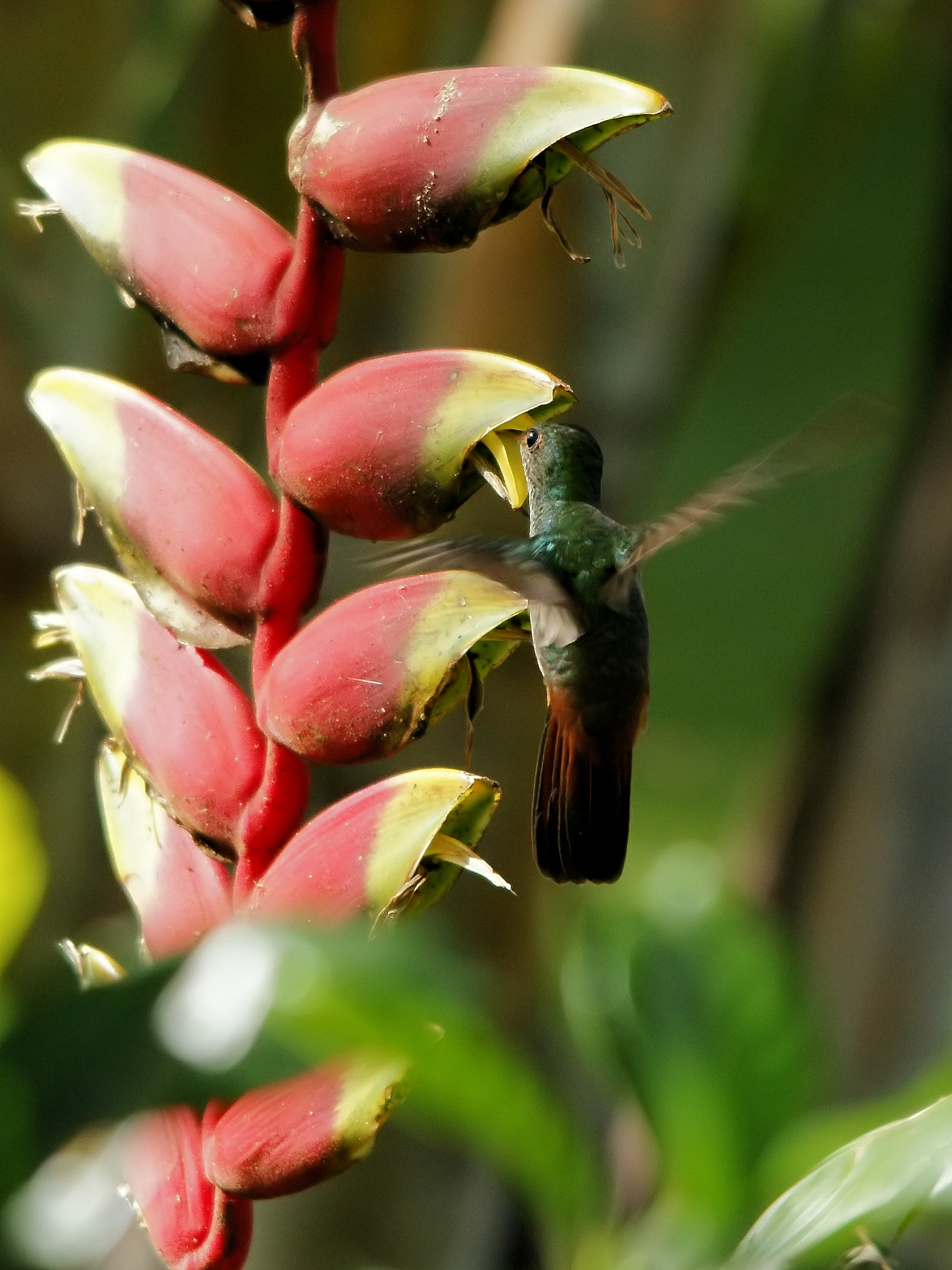
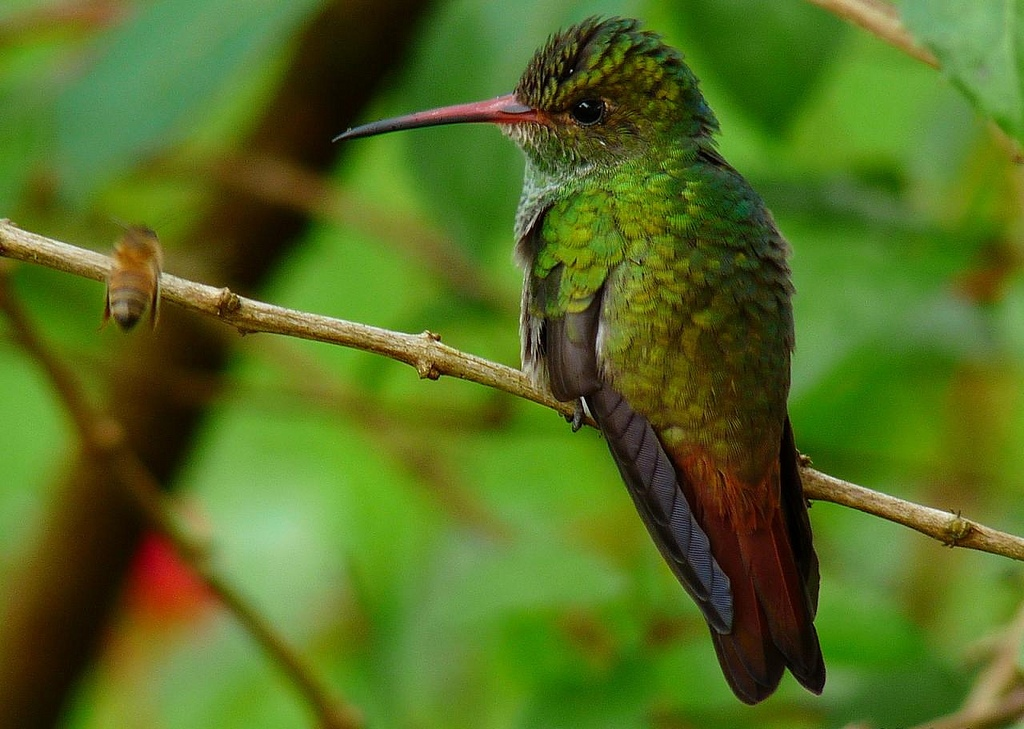
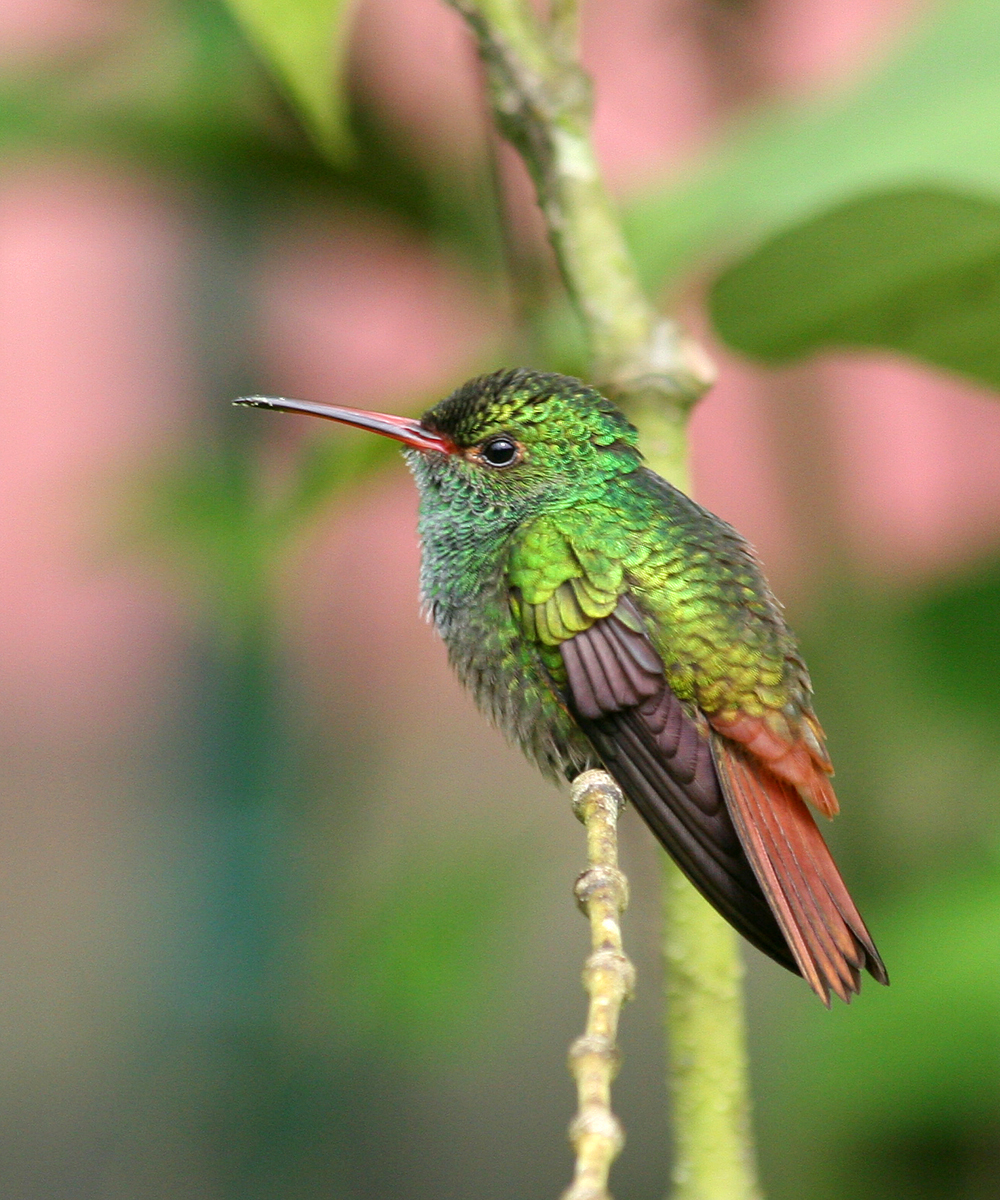
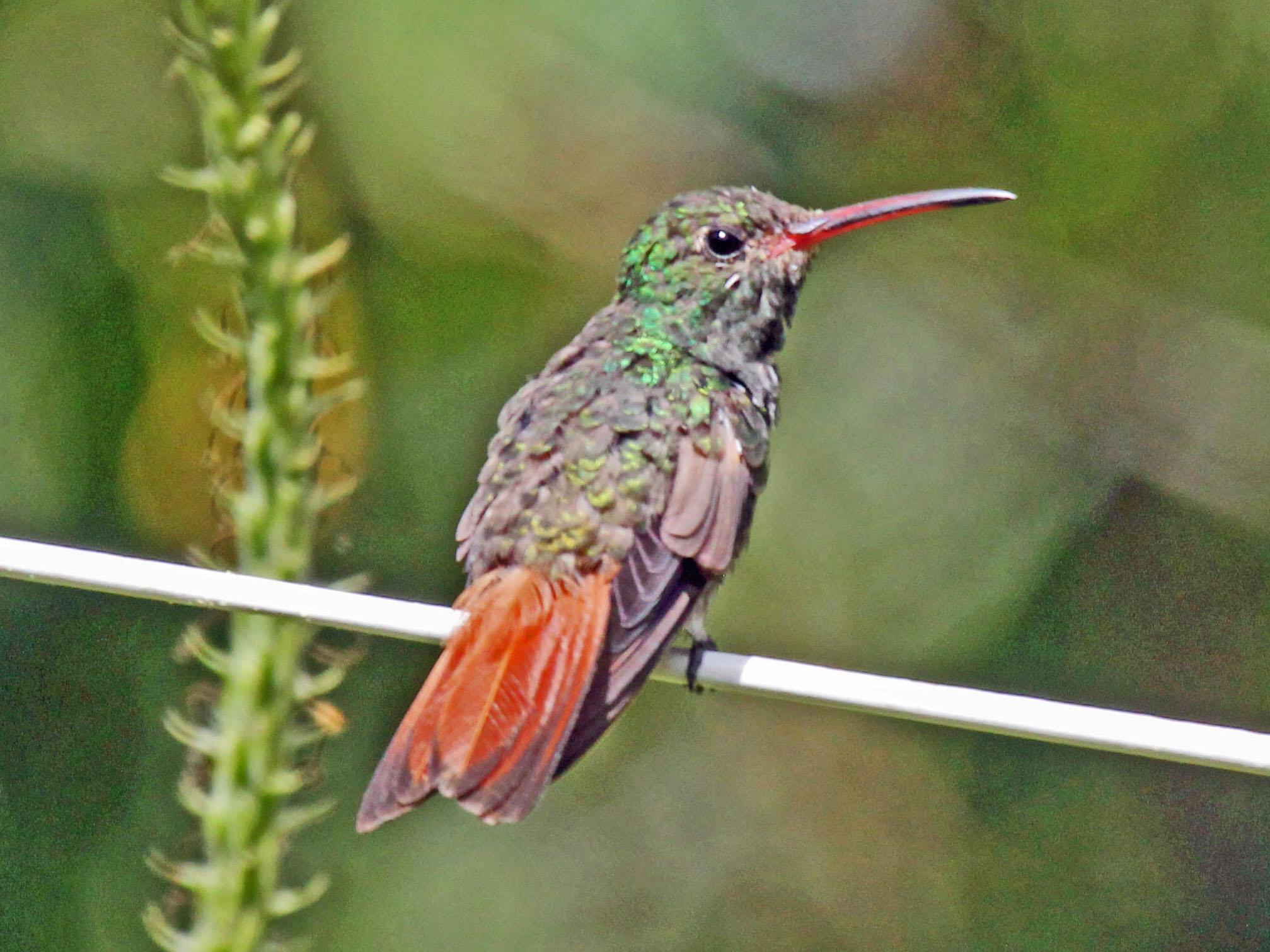